# Carlotta Saravalle
Carlotta Saravalle (Città della Pieve, 9 ottobre 1987) è una calciatrice italiana, di ruolo difensore.

## Caratteristiche tecniche
Gioca da difensore centrale.

## Carriera
Nella stagione 2007-2008 gioca 16 partite nel campionato di Serie A2 con la Grifo Perugia, società della sua città natale, con la quale milita anche nella stagione 2008-2009, conclusasi con 21 presenze nel campionato di Serie A2. Per la stagione 2009-2010 viene ceduta in prestito al Siena femminile, con cui disputa altre 17 partite nel campionato di seconda serie. Fa quindi ritorno al Perugia, con cui rimane fino al 2015.
In particolare, nella stagione 2010-2011 gioca 19 partite nel campionato di Serie A2, nel quale la stagione successiva disputa invece 22 incontri e segna 2 reti, vincendo il campionato ed ottenendo la prima promozione in massima serie nella storia della società umbra.
Nella stagione 2012-2013, invece, oltre a giocare una partita in Coppa Italia, segna 3 reti in 29 partite nel campionato di Serie A, campionato nel quale dopo aver evitato la retrocessione milita anche nella stagione 2013-2014, nella quale realizza 2 reti in 26 incontri, per un totale di 57 presenze e 5 reti in massima serie nell'arco della sua carriera; a fine anno le perugine retrocedono in seconda divisione. Continua comunque a giocare nella squadra biancorossa anche nella stagione 2014-2015, nel campionato di Serie B, e nella stagione 2015-2016, sempre nella medesima categoria, nella quale nel corso di 2 anni realizza in totale 12 reti in 38 partite giocate (in particolare, totalizza 22 presenze e 6 reti nella stagione 2014-2015 e 16 presenze e 6 reti nella stagione 2015-2016).

## Palmarès

### Club

#### Competizioni nazionali
- Serie A2 (calcio femminile): 1

Grifo Perugia: 2011-2012